# Sistema di protezione per richiedenti asilo e rifugiati
Il Sistema di protezione per richiedenti asilo e rifugiati (SPRAR) è il servizio del Ministero dell'interno che in Italia gestisce i progetti di accoglienza, di assistenza e di integrazione dei richiedenti asilo a livello locale.
Il servizio è stato istituito dalla legge 30 luglio 2002, n. 189, meglio nota come legge Bossi-Fini.

## Storia
Negli anni '90, in Italia, si sono adottati grandi interventi concernenti l'accoglienza dei richiedenti asilo e i rifugiati, perché era forte il bisogno di diffondere esperienza, competenze e i progetti promossi in tutti i comuni italiani che dovevano fronteggiare i problemi riguardanti la prima accoglienza e l'avvio dei processi di integrazione per i richiedenti asilo che giungevano e che attendevano di essere riconosciuti come rifugiati. Nel 2000, viene stipulato un protocollo di intesa tra l'Associazione nazionale dei comuni italiani (ANCI), l'Alto commissariato delle Nazioni Unite per i rifugiati (UNHCR) e il Ministero dell'interno, che danno vita al Programma nazionale asilo (PNA). Il programma ha l'obiettivo di creare con il coinvolgimento di oltre 200 Comuni e 63 progetti territoriali, un'unione integrata di interventi volti all'accoglienza e all'appoggio dell'integrazione. Il PNA è stato inserito nel Sistema di protezione per richiedenti asilo e rifugiati (SPRAR).
A partire dalle esperienze di accoglienza decentrata e in rete, realizzate tra il 1999 e il 2000 da associazioni e organizzazioni non governative, nel 2001 il Ministero dell'Interno Dipartimento per le libertà civili e l'immigrazione, l'Associazione nazionale dei comuni italiani (ANCI) e l'Alto commissariato delle Nazioni unite per i rifugiati (UNHCR) siglarono un protocollo d'intesa per la realizzazione di un "Programma nazionale asilo". Nasceva, così, il primo sistema pubblico per l'accoglienza di richiedenti asilo e rifugiati, diffuso su tutto il territorio italiano, con il coinvolgimento delle istituzioni centrali e locali, secondo una condivisione di responsabilità tra Ministero dell'Interno ed enti locali. La legge n.189/2002 ha successivamente istituzionalizzato queste misure di accoglienza organizzata, prevedendo la costituzione del Sistema di protezione per richiedenti asilo e rifugiati (SPRAR). Attraverso la stessa legge il Ministero dell'interno ha istituito la struttura di coordinamento del sistema - il Servizio centrale di informazione, promozione, consulenza, monitoraggio e supporto tecnico agli enti locali - affidandone ad ANCI la gestione.